# Урожайный (Новопокровский район)
Урожа́йный — посёлок в Новопокровском районе Краснодарского края.
Входит в состав Кубанского сельского поселения.

## Население
| 2002 | 2010 |
| ---- | ---- |
| 104  | ↘82  |

## Улицы
| - ул. Линейная, - ул. Садовая, | - ул. Степная, - ул. Шоссейная. |